# 加拿大廣播電視及通訊委員會
加拿大廣播電視及通訊委員會（英語：Canadian Radio-television and Telecommunications Commission，法語：Conseil de la radiodiffusion et des télécommunications canadiennes，簡稱CRTC）是專責規管加拿大國内所有廣播及電訊市場的機構。CRTC的前身是加拿大廣播電視委員會（Canadian Radio and Television Commission），於1968年成立並取代廣播委員會（Board of Broadcast Governors）的功能。CRTC的管轄範圍再於1976年擴充至包括電訊公司，並改為現稱。

## 權限
CRTC透過聯邦文化遺產部長向國會匯報其活動，而授權CRTC監管廣播事務的《廣播法案》亦由該部門負責。此外，CRTC亦與負責《電訊法案》的聯邦工業部有非正式的合作關係，而CRTC的管轄權正是源自這兩項法案以及由聯邦内閣發出的命令。
某些與廣播和通訊事務有關的政策（如禁制外國人操控廣播公司以及鼓勵本地創作）是由内閣指定或經立法通過，為CRTC在這些政策上可作出修改的餘地帶來一定限制。
有關電台及電視廣播的投訴是由加拿大廣播標準委員會（CBSC）而非CRTC受理，但CBSC作出的裁決亦可上訴至CRTC。
有別與美國聯邦通信委員會，CRTC的管轄範圍並不包括技術性事務。有關頻譜編排、呼號發放、防止訊號干擾等事務是由聯邦工業部負責。

## 外部連結
- 加拿大廣播電視及通訊委員會（页面存档备份，存于）
- CBC Digital Archives - Ruling the Airwaves: The CRTC and Canadian Content（页面存档备份，存于）